# Trachyopella kuntzei
Trachyopella kuntzei är en tvåvingeart som först beskrevs av Oswald Duda 1918.  Trachyopella kuntzei ingår i släktet Trachyopella och familjen hoppflugor. Arten är reproducerande i Sverige. Inga underarter finns listade i Catalogue of Life.